# British Motor Cars of Los Angeles 1973
British Motor Cars of Los Angeles 1973 — жіночий тенісний турнір, що проходив на закритих кортах з килимовим покриттям у The Forum у Лос-Анджелесі (США) в рамках Світової чемпіонської серії Вірджинії Слімс 1973. Раніше змагання відбувались у Лонг-Біч. Відбувсь утретє і тривав з 23 до 27 січня 1973 року. Фінальний матч відвідало 2693 глядачі. Перша сіяна Маргарет Корт виграла титул в одиночному розряді й отримала 6 тис. доларів.

## Фінальна частина

### Одиночний розряд
Маргарет Корт —  Ненсі Гюнтер 7–5, 6–7(1–5), 7–5

### Парний розряд
Розмарі Касалс /  Джулі Гелдман —  Маргарет Корт /  Леслі Гант walkover

## Розподіл призових грошей
| Дисципліна       | П      | F      | 3-тє   | 4-те   | ЧФ   | 1/8  |
| Одиночний розряд | $6,000 | $3,000 | $1,900 | $1,600 | $900 | $400 |